# Tunisite
La tunisite è un minerale.